# Taxus sumatrana
Taxus sumatrana là một loài thực vật hạt trần trong họ Taxaceae. Loài này được Miq. de Laub. mô tả khoa học đầu tiên năm 1978.